# Gwanggaeto el Grande de Goguryeo
El rey Gwanggaeto de Goguryeo (374-413) fue el 19.º monarca de Goguryeo (391-413), el reino más septentrional de los Tres Reinos de Corea. Su nombre póstumo completo, Gukgangsang-gwanggaetogyeong-pyeongan-hotaewang (Hangul: 국강상광개토경평안호태왕; Hanja: 國岡上廣開土境平安好太王) significa algo así como «Muy Grande Rey, Gran Expansor del Territorio, Enterrado en Gukgangsang», siendo generalmente abreviado a Gwanggaeto-wang (Rey-Gran Expansor del Territorio) o Hotaewang. Él eligió Yeongnak como su nombre de era, por lo que es también llamado Yeongnak Taewang (Yeongnak el Grande) ocasionalmente. El uso del título independiente significa la condición igual con otros reinos chinos.
Bajo Gwanggaeto, Goguryeo volvió a convertirse en una potencia principal en Asia Oriental, habiendo disfrutado de ese estatus también en el siglo II d. C. Después de su muerte a los 39 años de edad en 413, Goguryeo controlaba todo el territorio entre el río Amur y el río Han (dos tercios de la moderna Corea, Manchuria, partes de la actual provincia rusa de Primorie y de Mongolia Interior), además de la parte oriental de Mongolia Exterior.
Además, en 400, Silla se sometió a Goguryeo a cambio de protección contra las razzias de Baekje y Wa. Gwanggaeto capturó la capital de Baekje, el actual Seúl e hizo de Baekje su vasallo. Muchos consideran está laxa unificación bajo Goguryeo la única unificación verdadera de los Tres Reinos de Corea.
Los logros de Gwanggaeto son recordados en la Estela de Gwanggaeto, erigida en 414 en el sitio de su tumba en la actual Ji'an, ciudad china cercana a la frontera con Corea del Norte. Es la mayor estela grabada del mundo.

## Nacimiento y antecedentes
En el tiempo del nacimiento de Gwanggaeto, Goguryeo (고구려) no era la potencia que había sido. Justo antes de su nacimiento, Geunchogo de Baekje derrotó rotundamente a Goguryeo, asesinando al rey Gogugwon de Goguryeo. Sosurim de Goguryeo, que sucedió a Gogugwon tras su muerte en 371, manteniendo su política exterior y el aislamiento todo lo posible para reconstruir el Estado, gravemente debilitado por la invasión de Baekje en 371. Gogugyang de Goguryeo, que sucedió a Sosurim, mantuvo una política similar, optando por centrarse en la rehabilitación y la removilización de las fuerzas de Goguryeo.
Después de derrotar a Goguryeo en 371, Baekje se convirtió en una de las principales potencias en Asia Oriental, cuya influencia no se limitaba a la península de Corea. El rey Geunchogo de Baekje tomó varias ciudades costeras de China, destacando Liaoxi y Shandong, para conservar su superioridad sobre Goryeo y toda una variedad de dinastías del Sur de China, que habían surgido en el contexto de extensas guerras civiles causadas por la caída de la dinastía Han en el 220 d. C. y la concomitante invasión de tribus extranjeras, incluyendo pero no limitadas a los Xiongnu y Xianbei (Wu Hu). Baekje bajo el liderazgo de Geunchogo también tuvo una relación cercana con los Wa, el actual Japón. Así Goguryeo, rodeado por las poderosas fuerzas de Baekje hacia el sur y el oeste, se inclinó a evitar conflictos con su vecino peninsular mientras cultivaba sus relaciones con Qin anterior, Xienpei y Rouran, planeando defenderse en el futuro de posibles invasiones, e incluso de la consolidación del sistema social, legal y político como el código penal y los militares.

## Llegada al poder y acciones contra Baekje
Gwanggaeto sucedió a su padre, el rey Gogugyang, tras su muerte en 391. Inmediatamente fue coronado rey de Goguryeo, Gwanggaeto se concedió a sí mismo el título de "Rey Supremo Yeongnak", confirmándose a sí mismo como un igual de los gobernantes de China y Baekje. Él comenzó a rearmar la caballería de Goguryeo y ordenó reconstruir la flota de guerra, poniéndola en acción al año siguiente, 392, contra Baekje.
En 392, con Gwanggaeto comandando personalmente su ejército, Goguryeo atacó Baekje con 50 000 caballeros, tomando 10 ciudades amuralladas a lo largo de la frontera entre los dos países. Esta ofensiva enfureció al rey Asin de Baekje que preparó un plan de contraofensiva, plan que se vio forzado a abandonar cuando su ejército fue derrotado por Goryeo en 393. El rey Asin atacó de nuevo Goguryeo en 394, siendo de nuevo derrotado. Tras varias graves derrotas, Baekje comenzó a colapsar política y económicamente y el liderazgo de Asin cayó bajo su propio peso. Baekje fue derrotado por Goguryeo de nuevo en 395, y fue empujado a un frente junto al río Han, donde Wiryeseong se convirtió en su capital, situada en la parte sur de la actual Seúl.
Ese mismo año, Gwanggaeto llevó su enorme nueva flota a un asalto a Wiryeseong, atacando por mar y a través del río Han en dos frentes. Asin esperaba una invasión terrestre y fue sorprendido con sus defensas bajas. Las fuerzas de Gwanggaeto quemaron unas 58 fortalezas amuralladas bajo el control de Baekje, y derrotó definitivamente a las fuerzas del rey Asin. Asin se rindió ante Gwanggaeto, enviando a su propio hermano como rehén a Goguryeo para poder mantener su control sobre Baekje. Gwanggaeto finalmente consiguió imponer su superioridad sobre Baekje en la península coreana.

## Conquista del Norte
En 395, durante la campaña contra Baekje, el propio rey atacó y conquistó Beili, una pequeña parte de la tribu Kitán localizada en la zona central de Manchuria. Su localización exacta no es segura pero no estaba lejos del río Songhua.
En el año 400, Yan Tardío, fundado por el clan Murong de los Xianbei, en la actual provincia de Liaoning, atacó Goguryeo. Gwanggaeto respondió rápidamente, recuperando la mayoría del territorio tomado por los Xianbei y expulsando a la mayoría de Goguryeo. Entonces, en 402, decidió atacar a Yan Tardío él mismo, determinado a defender su reino de futuros ataques. Ese mismo año Gwanggaeto derrotó a los Xienpei, tomando varias de sus fortalezas fronterizas. En 404, invadió Liaodong y tomó toda la península de Liaodong.
Los Xianbei no se quedaron de brazos cruzados cuando las fuerzas de Goguryeo tomaron sus tierras. En el 405, fuerzas Xianbei cruzaron el río Liao, y atacaron Goguryeo pero fueron fácilmente derrotados por Gwanggaeto. Intentaron una nueva invasión al año siguiente, pero de nuevo el rey Goguryeo pudo repeler el ataque. Gwanggaeto dirigió varias campañas contra los Xianbei así como otras en contra de las tribus Kitán en Mongolia Interior, que puso bajo su control. En 408, el rey envió un enviado de paz a Gao Yun, el gobernante de Yan Tardío para acordar un tratado entre las dos dinastías, debido a que Gao Yun descendía también de la casa real de Goguryeo. El control de Goguryeo sobre la región de Liaoning se mantuvo fuerte hasta que la dinastía Tang tomó el territorio en la guerra contra Goryeo a finales del siglo VII.
En 410 Gwanggaeto comenzó su conquista de Dongbuyeo. Dongbuyeo no fue rival para el poderoso ejército de Goguryeo, y sufrió una serie de dolorosas derrotas, rindiéndose finalmente ante Goguryeo después de que el rey Gwanggaeto conquistara 64 ciudades amuralladas y más de 1400 aldeas. Gwanggaeto también atacó numerosas tribus Malgal y Ainu en el norte, tomándolas bajo su dominio.

## Campañas en el Sureste
En el año 400, Silla, el otro reino de Corea en el Sureste de la península, requirió la asistencia de Goguryeo para defenderse ante una invasión japonesa, que se había aliado con Baekje y la confederación Gaya en el Suroeste. Ese mismo año, el rey Gwanggaeto respondió con 50.000 tropas, derrotando las caballerías japonesa y de Gaya, y sometiendo a Gaya y a Silla a su autoridad. En 402, devolvió Silseong a Silla, para establecer relaciones pacíficas con el reino mientras continuaban las campañas del Norte, pero Goguryeo mantuvo su influencia militar y política sobre Silla.

## Muerte y legado

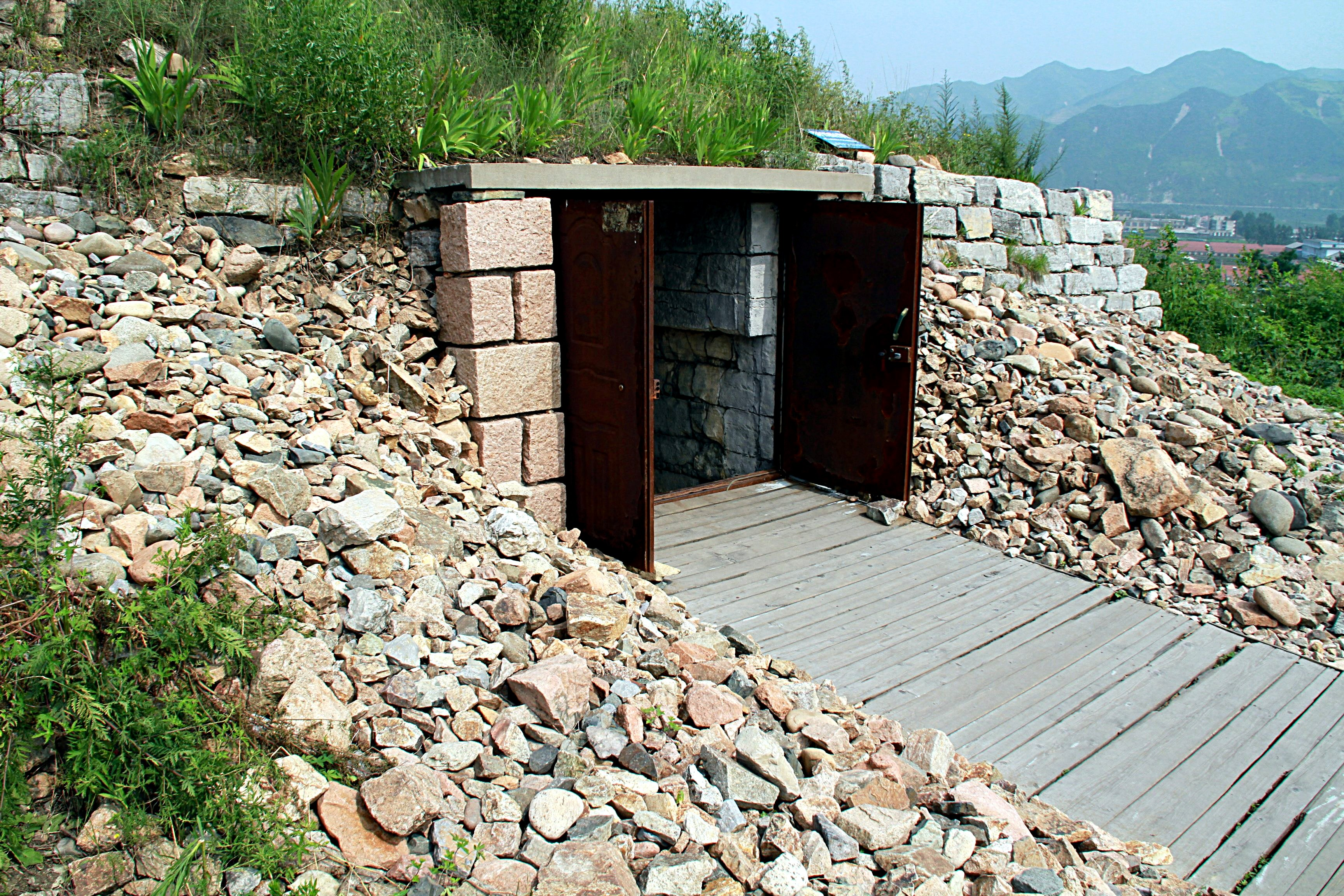
Entrada a la tumba de Gwanggaeto

El rey Gwanggaeto murió de una enfermedad desconocida en el año 413, a la edad de 39 años. A pesar de que Gwanggaeto gobernó sólo 22 años y murió muy joven, sus conquistas son recordadas con respeto en la Historia de Corea. Excepto por el periodo de 200 años que comenzó con su hijo y sucesor, Jangsu de Goguryeo, y el posterior reino de Balhae, Corea nunca gobernó un territorio tan vasto. Hay evidencia de que alcance máximo de Goguryeo podía haber llegado aún más al oeste, en la actual Mongolia. Gwanggaeto es también recordado por haber establecido los títulos reales de Corea por primera vez en igualdad con los gobernantes Chinos.
Actualmente, el rey Gwanggaeto el Grande es uno de los dos gobernantes de Corea que han recibido el título de 'Grande' después de su nombre (el otro es el rey Sejong el Grande, que creó el alfabeto coreano). Él es recordado por los coreanos como uno de sus grandes héroes históricos, y es considerado un símbolo importante del nacionalismo coreano. Recientemente, China ha iniciado un programa intentado incorporar la historia de Goguryeo en el contexto de la Historia de China, lo que ha indignado a los coreanos. 
La Estela de Gwanggaeto, un monumento de seis años levantado por Jangsu de Goguryeo en 414, fue redescubierto en Manchuria en 1875 por un estudiante chino. A pesar de que la estela da una gran cantidad de información sobre el reinado, ha causado importantes controversias históricas. Esto es a causa de las múltiples referencias a Japón. Esas historias de los Wa (Japón) son:
- en 391 los Wa cruzaron el mar y derrotaron a Baekje y a Silla y los hizo vasallos.
- en 399 los ejércitos aliados de Baekje y Wa invadieron Silla. Silla pidió ayuda a Goguryeo.
- en 400 Goguryeo expulsó a los Wa de Silla.
- en 404 Wa perdieron la batalla contra Goguryeo en Lelang (Pyongan del Sur).

De entre ellas, la historia del año 391 generó mucha controversia en tanto en cuanto el texto de la estela no es clara y menciona la presencia japonesa en la península de Corea en el siglo IV, que los historiadores coreanos rechazan. Del mismo modo, una presencia japonesa en Corea en 391 no es posible en tanto en cuanto toda la literatura histórica de Silla y Baekje indica que eso no ocurrió. También, los historiadores señalan la diferencia tecnológica entre Japón y Corea en esos momentos. Sería imposible para el Japón de la época subyugar a un país con una considerable superioridad tecnológica con un mar de por medio. Los expertos coreanos alegan que la estela fue intencionalmente manipulada por el Ejército Imperial Japonés para aportar un trasfondo histórico a la ocupación de Corea. Esto parece posible en tanto en cuanto Japón manipuló numerosos documentos históricos durante su periodo imperial en el siglo XX. Los historiadores coreanos defienden la siguiente versión:
- en 391 los Wa cruzaron el mar. Sin embargo, Goguryeo derrotó a Baekje y a los japoneses e hizo vasallos suyos a Baekje, Silla, Gaya y los propios Wa.

Es actualmente imposible llegar a un consenso sobre este asunto entre Corea y Japón debido al nacionalismo.

## Representación en las artes y los medios de comunicación
La serie de televisión coreana The Legend, con Bae Yong-Joon en el papel del monarca, está basada en la vida de Gwanggaeto el Grande aunque mezclando la historia con la leyenda y la magia. El drama abarca desde el nacimiento de Gwanggaeto hasta la mitad de su reinado en el siglo IV. La serie ha sido emitida en numerosas cadenas de televisión de toda Asia, aunque fue prohibida en la República Popular de China debido a la política histórica del PCC, que rechaza la diferenciación entre la historia china y la coreana.
En 2011 la KBS emitió un drama basado en su vida con el título de Gwanggaeto, El Gran Conquistador.